# 绿顶辉蜂鸟
绿顶辉蜂鸟（学名：Heliodoxa jacula），是雨燕目蜂鸟科的一种鸟类。
绿顶辉蜂鸟体重约8.09克，翼长约70.3毫米，嘴峰长约26.4毫米，喙宽度约2.5毫米，喙厚度约2.8毫米，跗蹠长约6.3毫米，尾长约44.2毫米。绿顶辉蜂鸟在其分布区内为留鸟，其栖息在密集的高大树木组成的森林中，食性为草食性，主要食物来源是植物的花蜜。

## 亚种
- ：分布于哥斯达黎加和巴拿马西部的湿润山地森林。
- ：分布于巴拿马极东地区的山区和哥伦比亚的安第斯山脉地区。
- ：分布于哥伦比亚西南部和厄瓜多尔西部的安第斯山脉地区。[4]